# میشل بنسوسا
میشل بنسوسا (فرانسوی: Michel Bensoussan‎؛ زادهٔ ۵ ژانویهٔ ۱۹۵۴) بازیکن سابق فوتبال اهل فرانسه است.
از باشگاه‌هایی که در آن بازی کرده‌است می‌توان به باشگاه فوتبال کان و باشگاه فوتبال پاری سن ژرمن اشاره کرد.